# Carroll, Iowa
Carroll är en stad (city) i Carroll County, i delstaten Iowa, USA. Enligt United States Census Bureau har staden en folkmängd på 10 126 invånare (2011) och en landarea på 14,7 km². Carroll är huvudort i Carroll County.